# Седам (албум групе Плави оркестар)
Седам је седми албум босанске групе Плави оркестар. Албум је изашао 2012. године у издању Dallas Records.
После паузе дуге тринаест година, тачније од албума (Infinity) из 1999. године, Плави оркестар је објавио албум Седам. Једанаест песама је продуцирао Никша Братош, а комплетан аутор је Саша Лошић.

## Позадина
Током 2000-их година, Лоша је углавном компоновао музику за позориште и филм. Плави оркестар се поново окупио 2009. године. Наредне године, бенд је имао концерт у Арени у Београду.
Две године после поновног окупљања, изашао је документарни филм о самом бенду. Након тога, у августу 2011. године су наступали у Новом Бечеју.
За дочек 2012. године, група је наступала у Београду.

## Албум
Песму "(Р)еволуција" су снимили са саставом Дубиоза колектив, а ауторски су допринели и чланови овог састава. За песму "Би ли пошла са мном" текст су заједно урадили Лошић и Џибони, а песму "Ти мислиш да је мени лако" снимили су у дуету са Драганом Мирковић. И са песмама "Америка", "Недодирљива", "Живот није бајка", "С твојим именом на уснама", "Свако од нас носи своју бол" Лоша је потврдио истанчан осећај за поп звук.
Balkan Rock је писао да је омот за овај албум омаж Битлсима, тј. албуму Let It Be.

## Списак песама
| №   | Назив                       | Трајање |  |
| 1.  | (Р)еволуција                | 5:00    |  |
| 2.  | Седам                       | 5:01    |  |
| 3.  | Недодирљива                 | 4:10    |  |
| 4.  | Слатке чари                 | 4:04    |  |
| 5.  | Америка                     | 4:16    |  |
| 6.  | Ти мислиш да је мени лако   | 3:45    |  |
| 7.  | С твојим именом на уснама   | 4:01    |  |
| 8.  | Од кад си дама              | 4:51    |  |
| 9.  | Би ли пошла са мном         | 4:41    |  |
| 10. | Живот није бајка            | 4:42    |  |
| 11. | Свако од нас носи своју бол | 6:04    |  |

## Обраде
- "Ти мислиш да је мени лако" – уводна шпица из серије Вратиће се роде[11]